# 卡尔加特吉
卡尔加特吉（Kalghatgi），是印度卡纳塔克邦Dharwad县的一个城镇。总人口14676（2001年）。

## 人口
该地2001年总人口14676人，其中男性7482人，女性7194人；0—6岁人口2258人，其中男1134人，女1124人；识字率62.14%，其中男性为68.72%，女性为55.30%。